# Ruisseau la Tuque (rivière Manouane)
Pour les articles homonymes, voir La Tuque (homonymie).
Le ruisseau La Tuque est un affluent de la rivière Manouane. Il coule vers l'est, dans le territoire de La Tuque, en Mauricie, au Québec, au Canada. Ce cours d'eau est un affluent de la rivière Manouane (La Tuque) et coule du côté ouest de la rivière Saint-Maurice.
Le cours de cette rivière descend dans les cantons de Lavigne et de Dessane.
La foresterie constitue la principale activité économique de ce bassin versant ; les activités récréotouristiques arrivent en second. La surface de la rivière est habituellement gelée de la début novembre à la fin d’avril, toutefois la circulation sécuritaire sur la glace se fait généralement de début de décembre à la mi-avril.

## Géographie
Le ruisseau La Tuque prend sa source au lac La Tuque (long de six km), situé à 21,5 km (en ligne directe) à l'ouest de Wemotaci. La décharge du lac La Tuque, qui est à l'extrémité sud-est du lac, coule sur 1,7 km vers l'est, jusqu'à la partie sud du lac au Renard (long de 2,5 km dans l'axe nord-sud). Le courant parcourt 2,1 km vers le nord en traversant le lac au Renard, où l'embouchure est situé sur la rive est, soit à 10,0 km (en ligne directe) avec l'embouchure de la rivière La Tuque.
À partir de l'embouchure du lac au Renard, le parcours de le ruisseau La Tuque comporte certains segments très sinueux, en région forestière. À partir du lac au Renard, la rivière coule en territoire forestier sur 2,75 km (mesuré par le courant) vers le sud-est ; 5,75 km vers le nord-est ; 3,5 km vers l'est ; 2,0 km vers le sud ; 16,0 km vers l'est ; 4,3 km vers le nord, puis vers le sud-est, jusqu'à un petit lac ; vers le nord sur 1,2 km (en ligne directe) dans un parcours fort sinueux ; puis 1,6 km (en ligne directe) vers le sud en serpentins jusqu'à l'embouchure. Les derniers segments du ruisseau traversent le secteur désigné Kapeikwaskokapwite.
L'embouchure du ruisseau La Tuque se déverse dans la rivière Manouane à 6,6 km en aval du barrage situé à l'embouchure du lac Châteauvert, à 12,0 km en amont de l'embouchure de la rivière Blanche et à 14,0 km en amont de l'embouchure de la rivière Manouane.

## Toponymie
Le toponyme Ruisseau La Tuque a été inscrit à la Banque des noms de lieux de la Commission de toponymie.